# Pseudomys gracilicaudatus
Pseudomys gracilicaudatus es una especie de roedor de la familia Muridae.

## Distribución geográfica
Se encuentra solo en Australia.